# Castel Merle
45° 00′ 00″ N, 1° 06′ 04″ E
Castel Merle ou Castermerle est un site préhistorique incluant plusieurs abris sous roches sur la commune française de Sergeac en Dordogne, dans le Périgord noir. Il a fait l'objet de fouilles archéologiques depuis 1878.
L'abri Blanchard (ne pas confondre avec la grotte Blanchard à Saint-Marcel, Indre) est le gisement aurignacien le plus riche d'Europe en industrie osseuse, en parure et en art-sur-bloc. 

L'abri Castanet a livré une plaque gravée aurignacienne.

## Toponymie
Le site de Castel-Merle est parfois aussi nommé « Vallon des Roches », d'après le nom du ruisseau qui le traverse et qui se jette dans la Vézère,.

## Situation
Il se trouve à 45 km au sud-ouest de Brive-la-Gaillarde et 48 km au sud-est de Périgueux, sur la commune de Sergeac, en rive gauche (côté sud-est) de la Vézère - vallée éminemment riche pour la préhistoire avec notamment Lascaux à 8 km en amont, le Moustier à moins de 4 km en aval en rive droite et, à quelque 19 km en aval (mais seulement 10 km à vol d'oiseau), la très grosse concentration de grottes, abris et autres sites préhistoriques sur Les Eyzies et alentours.

## Description
Ce vallon des Roches est dominé par deux grandes falaises qui se font face, éloignées l'une de l'autre de moins de 100 mètres, orientées sud-est / nord-ouest et débouchant sur la Vézère. Chaque falaise comporte six abris répartis sur 400 mètres. Le site fournit ainsi l'une des plus fortes concentrations d'habitats préhistoriques d'Aquitaine. Les avants des voûtes de ces différents abris se sont effondrés, principalement vers la fin de la dernière glaciation, et ont ainsi assuré une très bonne protection des couches archéologiques.[réf. nécessaire]

## Occupation
Ces abris ont été occupés successivement par les Néandertaliens pour les Merveilles et Blanchard II ; puis par Cro-Magnon qui a occupé principalement les abris mieux exposés situés dans la falaise opposée : Reverdit, le Roc d'Acier, Labattut et la Souquette. Ces derniers sont ouverts à la visite après avoir été partiellement dégagés et fouillés. De nombreux vestiges ont été découverts et attribués aux différentes périodes de Cro-Magnon : par ancienneté l'Aurignacien, le Gravettien, le Solutréen et le Magdalénien. Des milliers de silex ont été attribués à différents faciès culturels ; on a aussi découvert des blocs peints, sculptés, gravés, des aiguilles à chas…[réf. nécessaire]

## Historique des recherches en quelques dates

### Abris Blanchard et Castanet

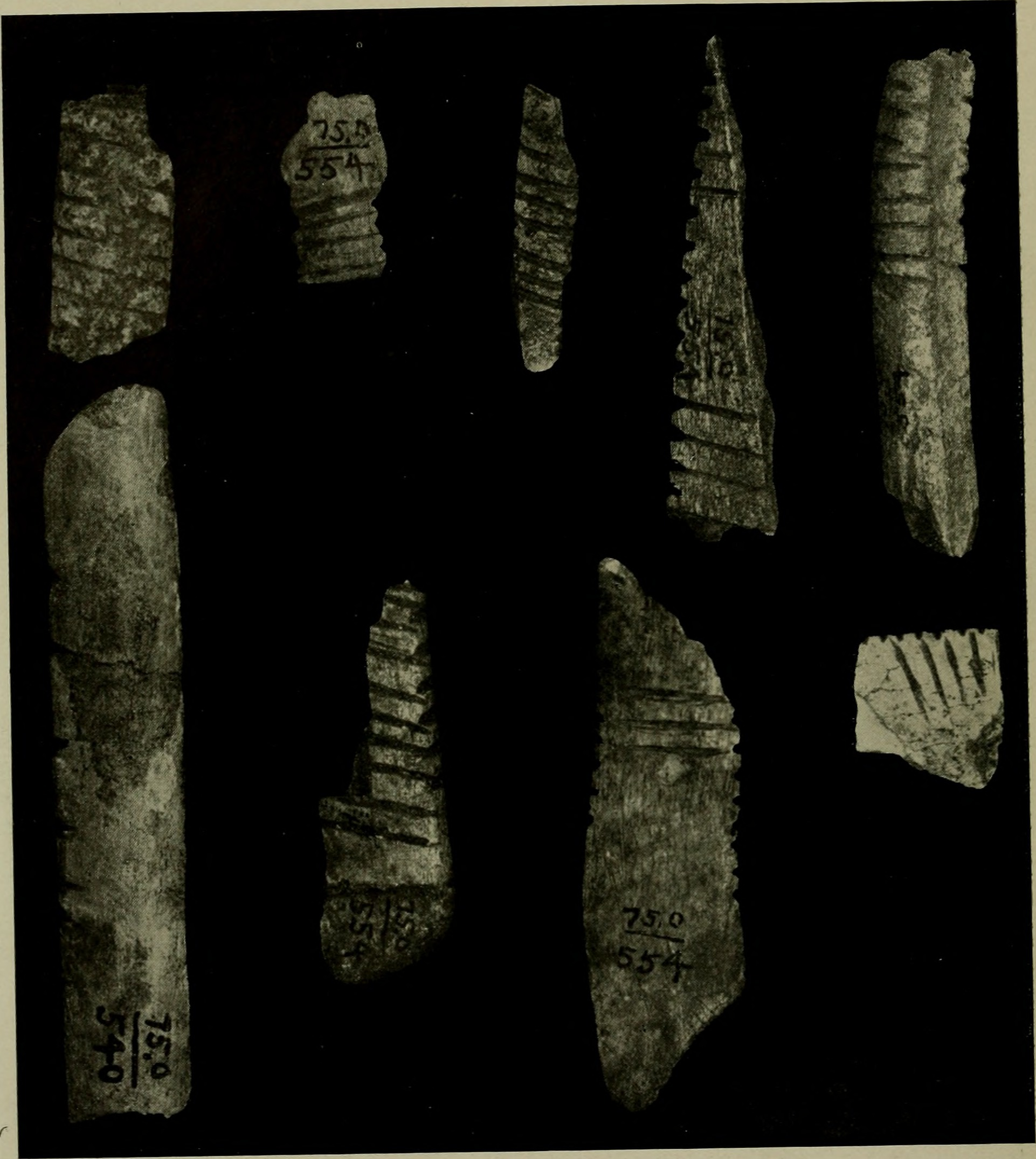
Marques de chasse (?) provenant de l'abri Blanchard conservées au musée américain d’histoire naturelle.

L'abri Blanchard a livré la plus riche collection aurignacienne d'Europe en industrie osseuse, en parure et en art-sur-bloc.
Les abris Blanchard et Castanet ont été fouillés par Marcel Castanet entre 1911 et 1913, pour le musée des Eyzies. Ils sont connus pour avoir fourni parmi les premières manifestations pariétales aurignaciennes et une grande quantité d'éléments de parure (perles en ivoire de mammouth, coquillages marins percés, dents percées…). Les fragments effondrés de paroi, ornés de gravures et peintures, ont été étudiés et publiés par Denis Peyrony (1935), Henri Breuil (1952), puis par Brigitte et Gilles Delluc (1978). L'historique des fouilles a été reconstitué grâce aux notes, plans et coupes de Marcel Castanet. Randall White reprend les fouilles à l'abri Castanet en 1995[réf. à confirmer]. En 2012, des gravures d'animaux et de symboles sont découvertes sur une plaque rocheuse d'une tonne et demie, détachée de la paroi. Elles sont datées par radiocarbone à −37 000 ans, ce qui en ferait les plus anciennes connues au monde[réf. à confirmer]. Cependant, compte tenu de la fiabilité des mesures établies à partir du carbone 14, la préhistorienne Brigitte Delluc ne confirme pas une datation aussi précise, rappelant que le mobilier déjà trouvé à Castel Merle daterait de −30 000 à −35 000 ans.
L'abri Castanet est classé au titre des monuments historiques depuis le 18 octobre 1912, et l'abri Blanchard depuis le 24 août 1931.

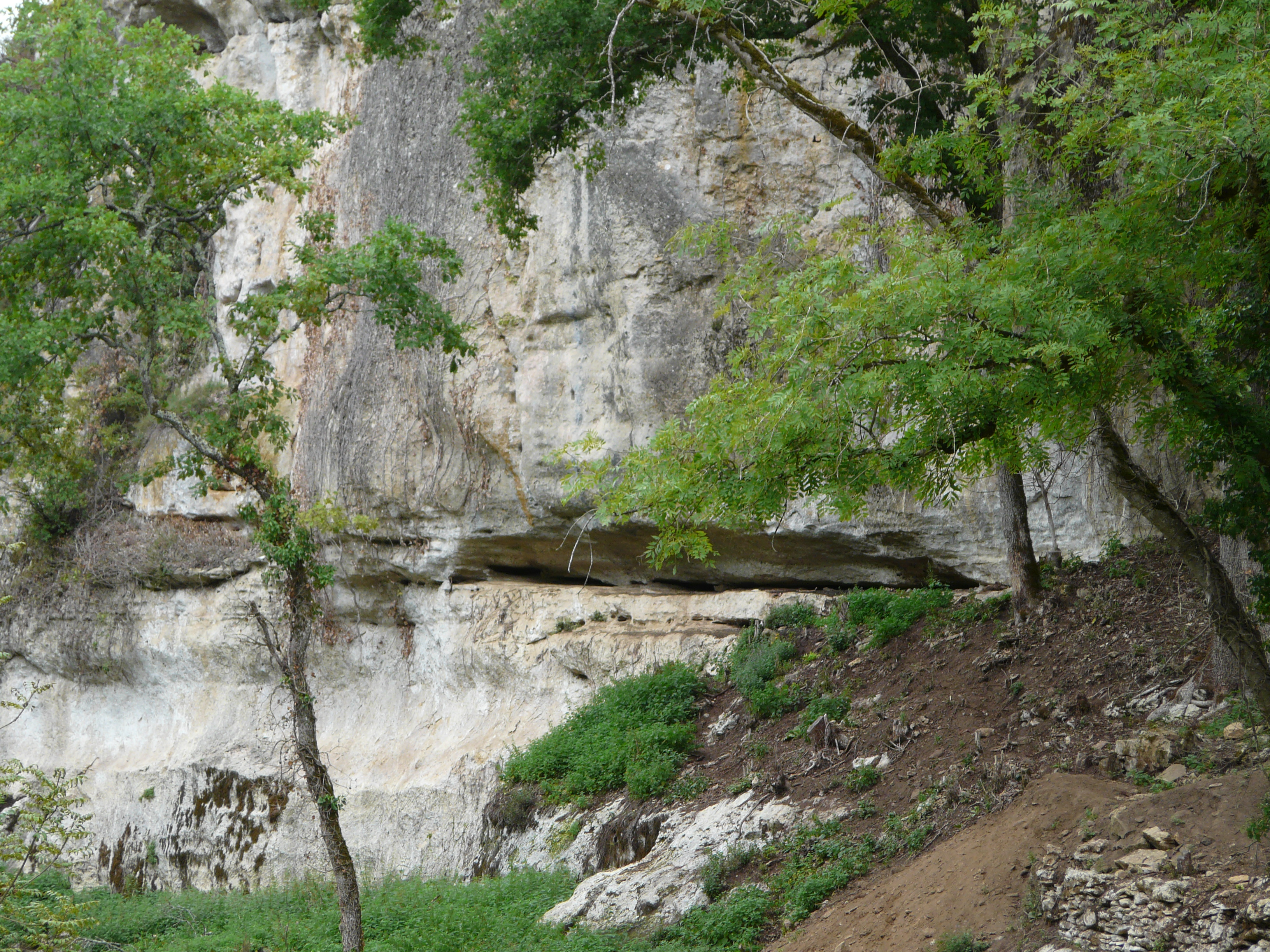
L'abri Blanchard I.
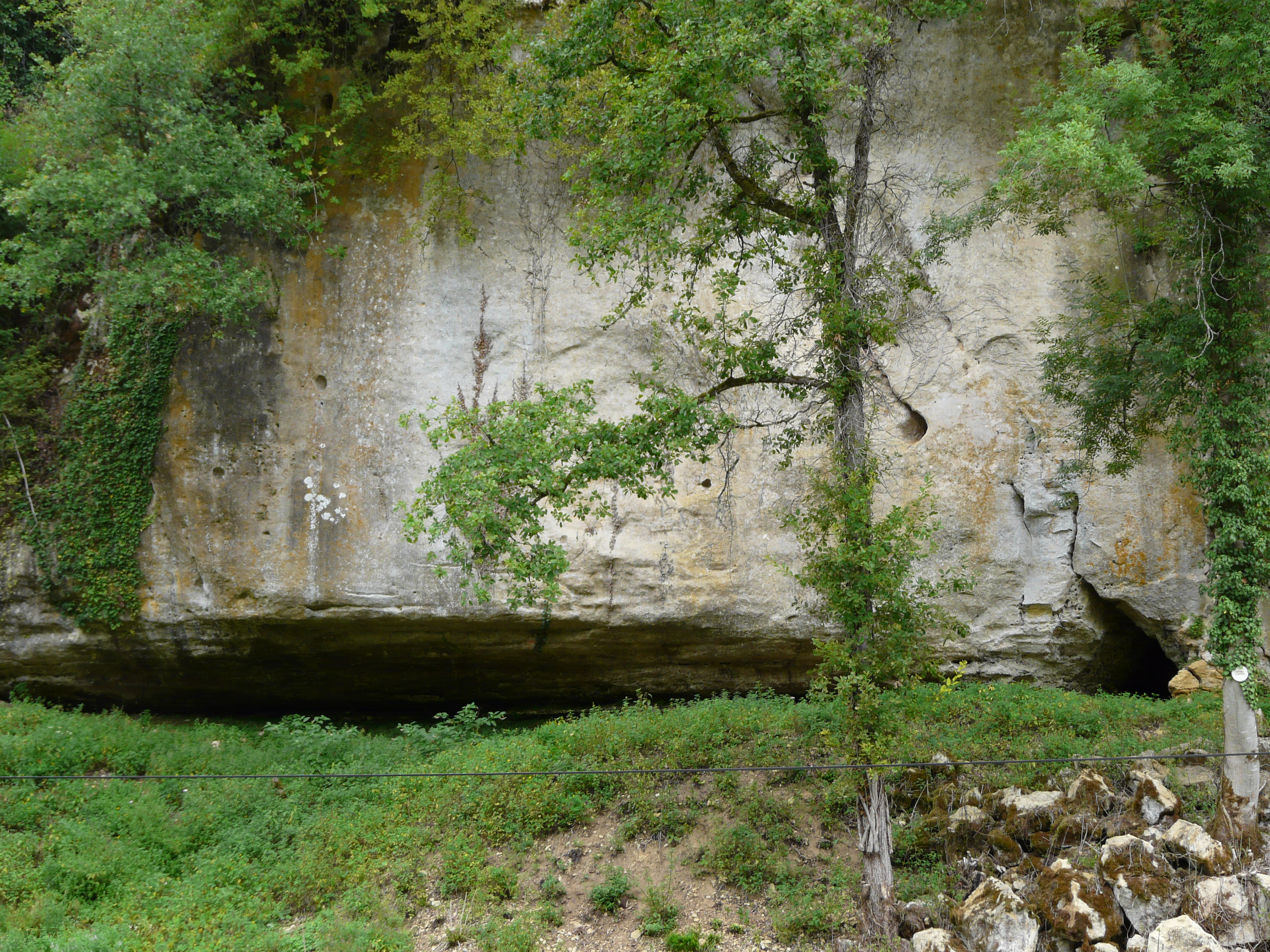
L'abri Castanet.

### Abri Reverdit
L'abri Reverdit a été découvert par A. Reverdit en 1878 puis fouillé par Marcel Castanet et F. Delage de 1911 à 1912. En 1923, Marcel Castanet découvre la frise sculptée en bas-relief comportant un cheval, deux bisons et une tête d'ours.[réf. nécessaire] Cet abri est classé au titre des monuments historiques depuis le 5 juillet 1924.

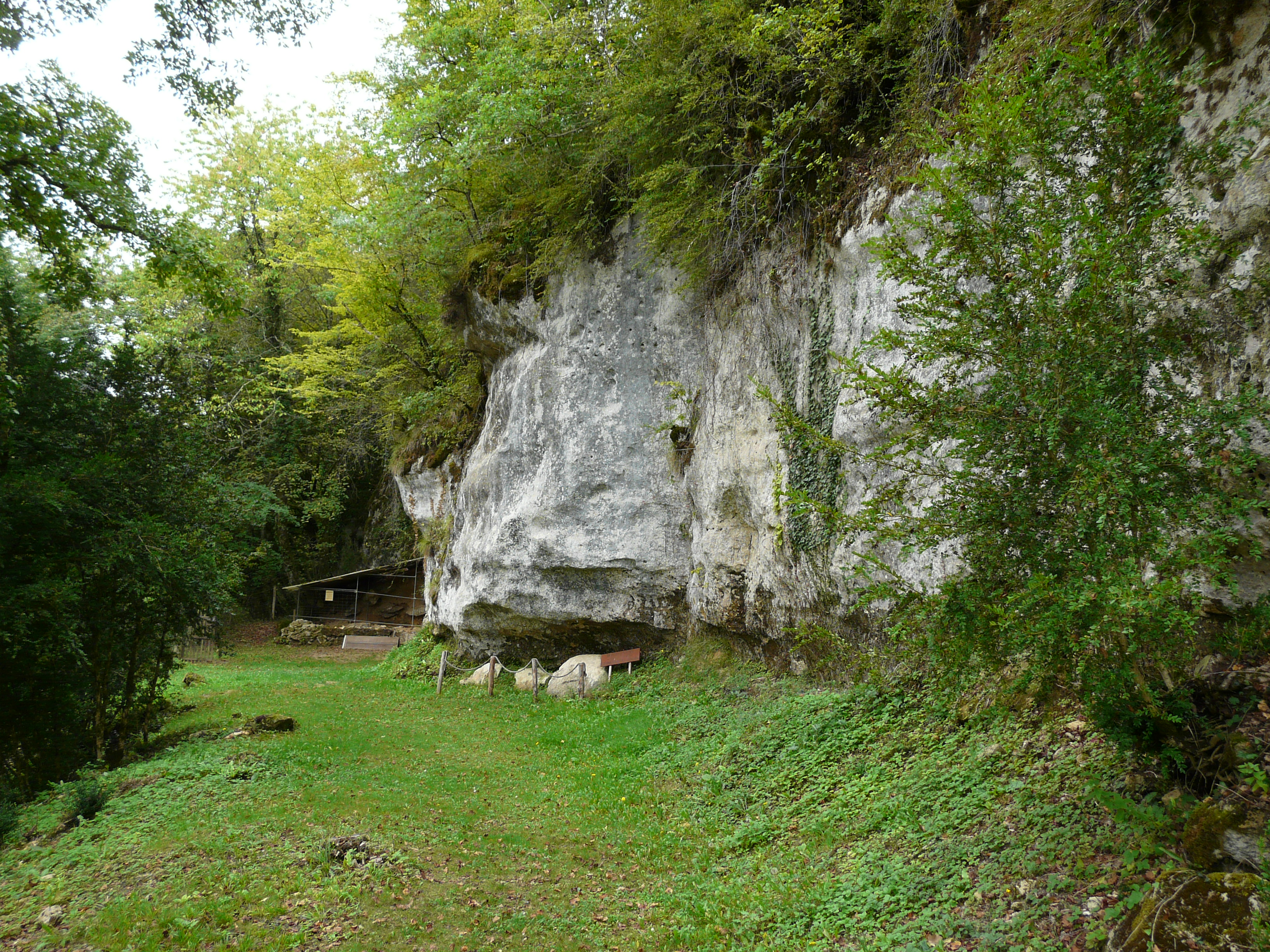
L'abri Reverdit.

### Abri Roc d'Acier
Il tient son nom de la qualité de sa roche. Il a été fouillé entre 1911 et 1912 par Marcel Castanet et F. Delage. Durant cette période, plusieurs sondages ont été menés entre cet abri et le suivant (Labattut) et ont révélé la présence de couches d'habitat de mêmes périodes (Solutréen, Gravettien, Aurignacien) sur plus de 100 mètres de long.[réf. nécessaire]

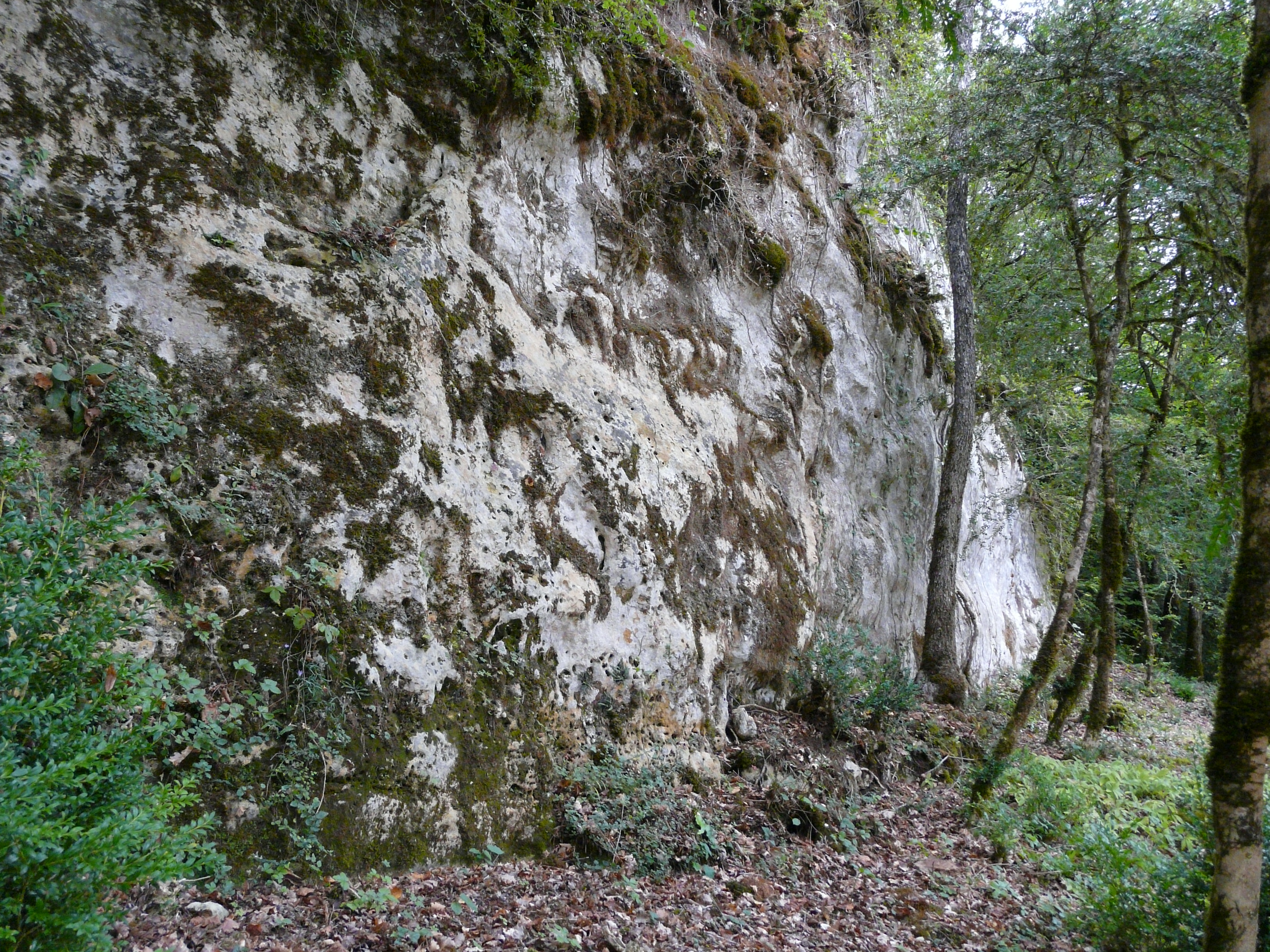
L'abri Roc d'Acier.

### Abri Labattut
Il tient son nom de son ancien propriétaire. En 1911, L. Didon l'achète et entreprend des fouilles avec Marcel Castanet jusqu'en 1914. Il a livré une industrie lithique ainsi que des blocs d'effondrement gravés (chevaux gravés sur blocs et sur galets) et peints (cerf, mammouth, bison et une main en négatif) et un squelette d'enfant paré de perles et de coquillages.[réf. nécessaire]
L'abri Labattut est classé au titre des monuments historiques depuis le 24 août 1931. Les blocs ornés de gravures et peintures ont été étudiés par Brigitte et Gilles Delluc et publiés en 1991 au CNRS et l'historique des fouilles a été alors reconstitué grâce aux notes, plans et coupes de Marcel Castanet.

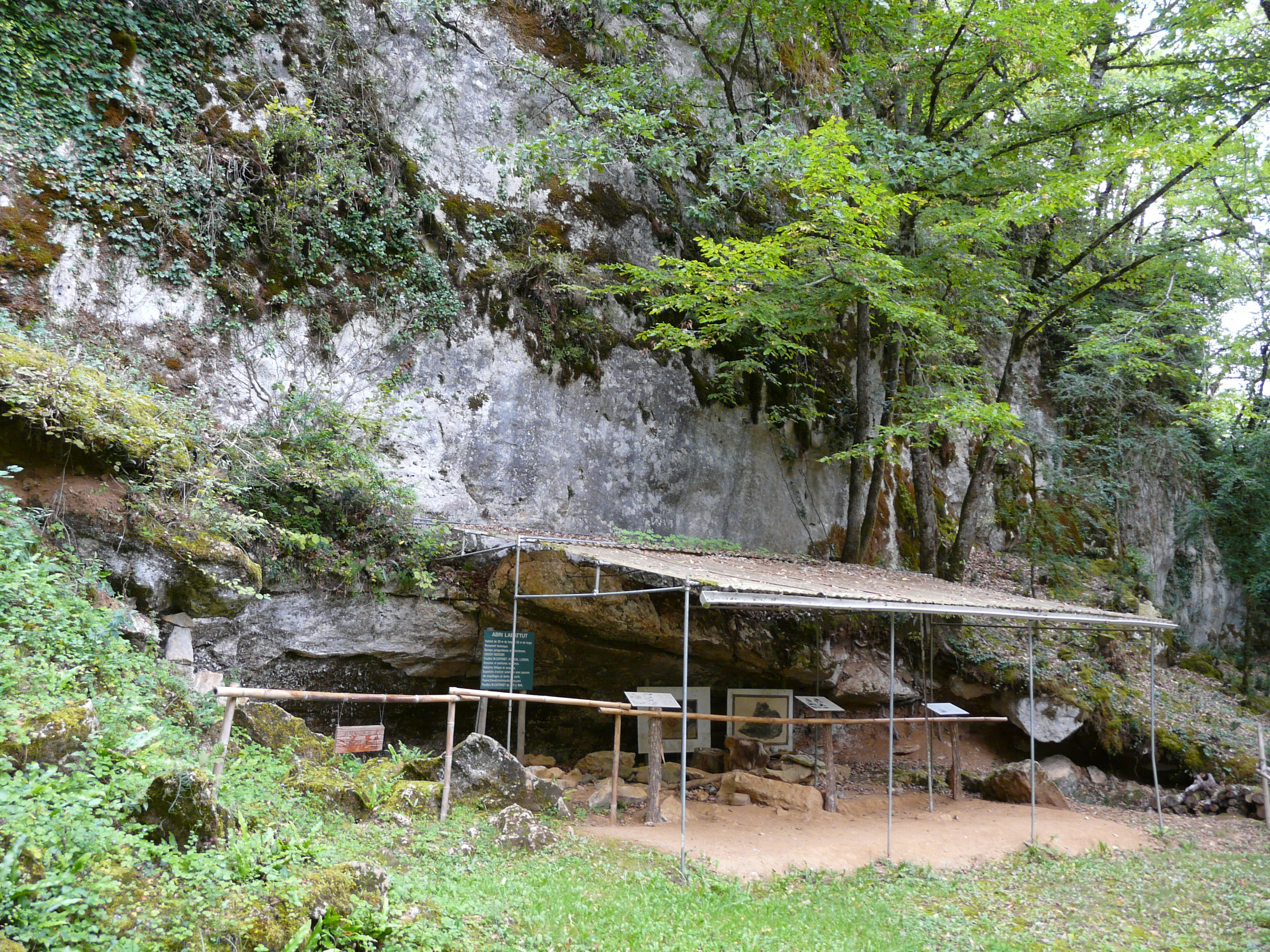
L'abri Labattut.

### Abri de la Souquette
Il est fouillé par l'abbé Landesque en 1902 puis par Marcel. Castanet en 1903. Sa stratigraphie est très endommagée par les fouilles d'O. Hauser entre 1911 et 1912. Marcel Castanet l'achète en 1918 et effectue des recherches avec F. Delage en 1938. Il a livré un atelier de fabrication de parures avec une quantité exceptionnelle d'éléments tels que des « perles paniers » (on a retrouvé les éléments représentant les différents stades de préparation de ces perles) en ivoire de mammouth et en stéatite, des dents d'animaux et des coquillages marins perforés.[réf. nécessaire]

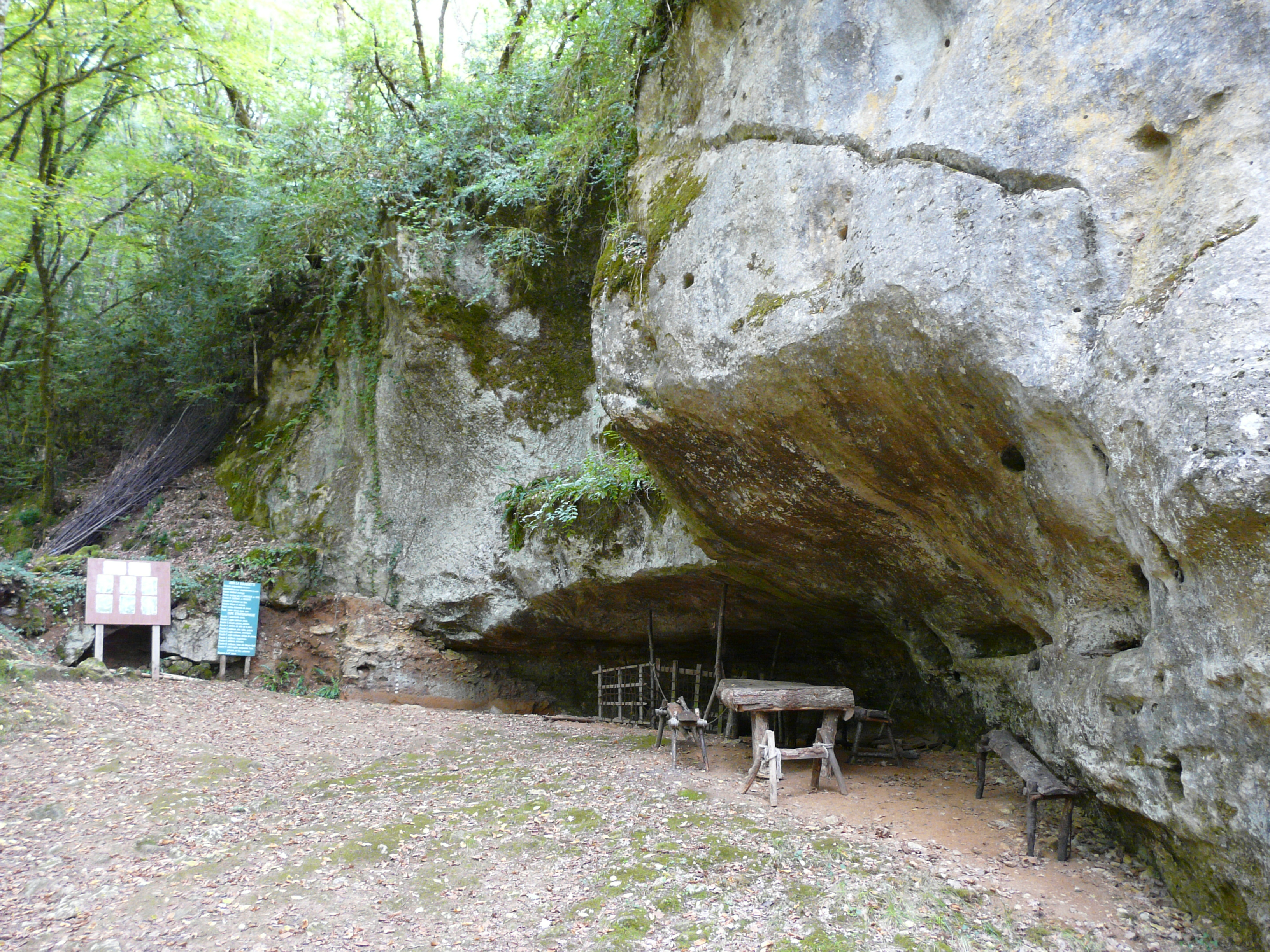
L'abri de la Souquette.

## Musée
Le musée du site expose de nombreux objets provenant des diverses fouilles des abris sous roches, dont les six colliers datés de l'Aurignacien et du Magdalénien (parmi les plus anciens d'Europe). Les visiteurs peuvent y voir le contexte archéologique de la découverte des objets.[réf. nécessaire]